# 大陸横断超特急
『大陸横断超特急』（たいりくおうだんちょうとっきゅう、原題：Silver Streak）は、1976年のアメリカ映画。

## ストーリー
書籍編集者のジョージ・コールドウェルは、妹の結婚式に出席するためにAM ROAD社が運行するシルバー・ストリーク号でロサンゼルスからシカゴに向かう車上で、ビタミン剤のセールスマンのボブ・スウィートと、レンブラントを専門とする歴史家であるシュライナー教授の秘書であるヒリー・バーンズと知り合う。ヒリーの客室で一緒に寝酒を楽しんでいたジョージは、窓の外で頭部を撃たれた人間が列車から転落するのを目撃する。翌日、ジョージは目撃した人間がシュライナー教授だと気付きヒリーに伝えるが、彼女は信じようとしなかった。シュライナーの客室を調べようとしたジョージは、シュライナーの持ち物を荒らしているジョンソン、ホワイニー、リースという3人の不審人物に出くわす。その後、ホワイニーの指示により、大男のリースがジョージを列車から突き落とす。線路に沿って歩いた後、ジョージは農場にたどり着き、そこの農婦が複葉機にジョージを乗せてくれて列車まで追いつく。
列車に乗り込んだジョージはヒリーを探すが、彼女は画商のデヴローと食事をしていた。デヴローは「ジョージを放り出したのは部下のホワイニーとリースの誤解だった」として彼に謝罪する。ジョージはシュライナーが殺害されたことを話すが、そこにシュライナーが現れる。酒に酔って幻覚を見たと考えたジョージはその場を離れるが、彼から話を聞いたボブはシュライナーが殺害されたのは事実だと答える。ボブはジョージに対して自分はスティーブンスというFBI潜入捜査官であることを明かす。FBIは美術専門家を偽った犯罪者であるデヴローを捜査していた。デヴローの計画とは、偽造品をオリジナルのレンブラントであるとデヴローが認定したことを明らかにするであろうシュライナーの本の信用を失墜させることである。ジョージはデヴローの犯罪を証明するレンブラント直筆の手紙がシュライナーの本に挟まれているのを見つけるが、列車がトンネルに入った際の暗闇でボブが射殺されてしまう。ボブはジョージに証拠品と拳銃を託して息絶えるが、そこにボーイ長のラルストンが現れ、ジョージを殺人犯と誤認してしまう。ジョージが生きていることに気付いたホワイニーは再度リースを差し向ける。ジョージとリースは列車の屋根で格闘し、ジョージはリースを貨物室にあった銛銃で撃ち殺すが、直後に線路上の信号機によって弾き飛ばされてしまう。
ジョージは線路上を歩いた後にヒッチハイクで保安官事務所にたどり着くが、保安官はジョージの説明を全く理解出来ない。そして、ジョージが殺人犯として指名手配されていることを知り逮捕しようとする。怒ったジョージは保安官の拳銃を奪ったうえにパトカーを強奪し逃走するが、その後部座席には護送中であった自動車泥棒グローバー・T・マルドゥーンがいた。ジョージとグローバーは、ヒリーをデヴローの手下から救うためにカンザスシティ駅で列車追い付くために車を飛ばす。駅でグローバーは靴墨を使ってジョージを黒人に変装させ、ジョージが警察の監視をすり抜けて無事に列車に乗り込む。
列車の中でジョージはヒリーを見つけ出すが、ホワイニーに捕まってしまい、デヴローの前に突き出される。デヴローはシュライナーを殺害したこと、ジョージの前に現れたシュライナーは彼に変装した部下だったことを告げ、ジョージとヒリーを殺そうとするが、グローバーがボーイに変装してジョージとヒリーをデヴローの部屋から救出する。銃撃戦の後、ジョージとグローバーは列車から飛び降りるが逮捕され、スティーブンスの元の相棒であるドナルドソンが待っている警察署に連行される。ドナルドソンはジョージとグローバーに対して、警察はジョージがスティーブンスを殺していないことを知っており、デヴローたちからジョージを守るために警察がジョージを指名手配したのだと説明した。ジョージがデヴローの計画を説明した後、デヴローを逮捕するためドナルドソンは列車を停止させた。その前にデヴローは列車上でレンブラントの手紙を燃やしてしまう。
ドナルドソンたち警官隊はデヴロー一味と銃撃戦となり、デヴローは運転士を脅して列車を発車させる。ジョージもグローバーと共に4度目となる列車に乗り込む。ドナルドソンはヘリコプターで追跡を開始し、ホワイニーに傷を負わせるが、ホワイニーはデヴローによって列車から蹴り落とされる。ジョージはジョンソンを撃ち、デヴローは運転士を撃ち、列車を動かし続けるためにアクセルペダルの上に工具箱を置く。デヴローはジョージとドナルドソンの銃撃で負傷し、車外に顔を出したところ、対向してくる貨物列車によって首を切断される。
デヴローとその手下の死により、シルバー・ストリーク号は暴走列車と化した。ジョージはボーイ長のラルストンの助けを借りて、客車を機関車から分離する。しかし、機関車はハイスロットルに設定されていたため、高速を維持したまま轟音を立ててシカゴ中央駅に突入し、進路上にある全てのものを破壊した。分離された客車部分は無事に駅の中で止まった。グローバーは駅構内に展示されていたフィアット X1/9 を盗んで走り去る。ジョージとヒリーは彼に別れを告げ、新しい関係を始めるために駅を後にする。

## キャスト
| 役名                                              | 俳優                         | 日本語吹替                                              | 日本語吹替                                 | 日本語吹替                                                                             | 日本語吹替 |
| 役名                                              | 俳優                         | 日本テレビ版                                            | LD版                                       | テレビ朝日版                                                                           | 機内上映版 |
| ------------------------------------------------- | ---------------------------- | ------------------------------------------------------- | ------------------------------------------ | -------------------------------------------------------------------------------------- | ---------- |
| ジョージ・コールドウェル                          | ジーン・ワイルダー           | 広川太一郎                                              | 広川太一郎                                 | 羽佐間道夫                                                                             |            |
| ヒリー・バーンズ                                  | ジル・クレイバーグ           | 小原乃梨子                                              | 藤田淑子                                   | 藤田淑子                                                                               | 田島令子   |
| グローヴァー・モルドゥーン                        | リチャード・プライヤー       | 坂口芳貞                                                | 樋浦勉                                     | 富山敬                                                                                 |            |
| ロジャー・デヴロー                                | パトリック・マクグーハン     | 土屋嘉男                                                | 家弓家正                                   | 金内吉男                                                                               |            |
| ボブ・スウィート （スティーブンス捜査官）         | ネッド・ビーティ             | 神山卓三                                                | 今西正男                                   | 増岡弘                                                                                 |            |
| オリヴァー・チョンシー保安官                      | クリフトン・ジェームズ       | 滝口順平                                                | 滝口順平                                   | 富田耕生                                                                               |            |
| エドガー・ホワイニー                              | レイ・ウォルストン           | 穂積隆信                                                | 北村弘一                                   | 大木民夫                                                                               |            |
| シュライナー教授                                  | ステファン・ギーラシュ       | あずさ欣平                                              | 飯塚昭三                                   | 有本欽隆                                                                               |            |
| リタ（農婦）                                      | ルシール・ベンソン           | 高橋和枝                                                | 沼波輝枝                                   | 麻生美代子                                                                             |            |
| ドナルドソン警部                                  | レン・バーマン               | 筈見純                                                  | 寺島幹夫                                   | 若本規夫                                                                               |            |
| ラルストン                                        | スキャットマン・クローザース | たてかべ和也                                            | 増岡弘                                     | 野本礼三                                                                               |            |
| リース                                            | リチャード・キール           | 台詞無し                                                | 郷里大輔                                   | 大塚芳忠                                                                               |            |
| ジェリー・ジャーヴィス （シカゴ中央駅の副管理官） | フレッド・ウィラード         | 石森達幸                                                | 池田勝                                     | 大塚芳忠                                                                               |            |
| ポーター                                          | ロイド・ホワイト             | 峰恵研                                                  | 飯塚昭三                                   |                                                                                        |            |
| その他                                            | N/A                          | 上田敏也 片岡富枝 野島昭生 大久保正信 幸田直子 亀井三郎 | 石井敏郎 山田礼子 巴菁子 西村知道 広瀬正志 | 石森達幸 峰恵研 磯部万沙子 塚田正昭 曽我部和恭 井上喜久子 種田文子 幹本雄之 左直千恵子 |            |

- 日本テレビ版：初回放送1979年10月24日『水曜ロードショー』21:00-22:54
  - DVD収録。放送時に吹き替えられた一部の台詞は、自主規制により字幕対応となっている。
- LD版：品番・FY517-26MA。1981年11月21日発売のレーザーディスクに収録。
- テレビ朝日版：初回放送1990年8月26日『日曜洋画劇場』21:02-22:54

## スタッフ
- 監督：アーサー・ヒラー
- 製作総指揮：フランク・ヤブランス/マーティン・ランソホフ
- 製作：エドワード・K・ミルキス/トーマス・L・ミラー
- 脚本：コリン・ヒギンズ
- 音楽：ヘンリー・マンシーニ
- 撮影：デイヴィッド・M・ウォルシュ
- 編集：デヴィッド・ブレサートン
- 美術：アルフレッド・スイーニー
- 提供：フランク・ヤブランス・プロダクションズ/20世紀フォックス

### 日本語版
|      | 日本テレビ版         | LD版     | テレビ朝日版             |
| ---- | -------------------- | -------- | ------------------------ |
| 演出 | 田島荘三             |          | 福永莞爾                 |
| 翻訳 | 大野隆一             | 飯嶋永昭 | たかしまちせこ           |
| 調整 | 遠西勝三             |          | 金谷和美                 |
| 効果 | スリーサウンド       |          | 河合直 南部満治 大橋勝次 |
| 制作 | コスモプロモーション | 東北新社 | ニュージャパンフィルム   |
| 制作 | 日本テレビ           |          | テレビ朝日               |

## 製作
本作のアイデアは『ハロルドとモード 少年は虹を渡る』を書いた脚本家コリン・ヒギンズが、1974年にロサンゼルスからシカゴまで実際に列車で旅をし、あまりに退屈だったためあれこれ想像して作り上げたものであった。ヒギンズはこのアイデアをパラマウント・テレビでプロデューサーをしていたエドワード・K・ミルキスとトーマス・L・ミラーと相談して脚本化し、『シンシナティ・キッド』や『いそしぎ』のプロデューサーであるマーティン・ランソホフと共に独立プロを設立した、元パラマウント映画の社長フランク・ヤブランスに持ち込んで、20世紀フォックスによる映画化に漕ぎ着けた。監督は『ある愛の詩』で知られたアーサー・ヒラー、音楽を担当したのは『ティファニーで朝食を』でアカデミー音楽賞と歌曲賞、『酒とバラの日々』で歌曲賞を受賞していたヘンリー・マンシーニであった。
出演者は、主演のジーン・ワイルダーを初め、後に『結婚しない女』や『結婚ゲーム』でアカデミー助演女優賞にノミネートされるジル・クレイバーグや、アフリカ系コメディ俳優リチャード・プライヤー、『プリズナーNo.6』で知られるパトリック・マクグーハンなど多彩な俳優が競演。『007 私を愛したスパイ』でブレイクする前のリチャード・キールも、後の『ジョーズ』を彷彿とさせる役柄で登場している。
列車のロケはカナディアン・パシフィック鉄道の協力で行われ、シルバーストリーク号から落とされたジョージが列車を追いかけるのに使った飛行機は、俳優クリフ・ロバートソン所有のものであった。クライマックスで先頭部のFP7形ディーゼル機関車がシカゴ駅に突っ込むシーンは、カリフォルニア州バーバンクにあったロッキード飛行機製作所の格納庫に組まれた実物大のセットで行われた。わずか14秒のシーンに、50万ドルの費用をかけたという。

## 評価
本作は1976年の映画の世界興行成績で、第7位を記録した。また、アカデミー音響賞にノミネートされ、ジーン・ワイルダーはゴールデングローブ賞主演男優賞にノミネートされた。